# Berner Club
Der Berner Club (auch Club de Berne oder Club di Berna), benannt nach dem Gründungsort, der zugleich auch der Sitz der CIA in Europa war, besteht aus einem informellen Zusammenschluss aller Direktoren der Inlandsgeheimdienste der 27 EU-Mitgliedstaaten sowie Norwegens und der Schweiz. 
Der „Berner Club“ wurde 1969 als jährliches Treffen der Direktoren westeuropäischer Inlandsgeheimdienste gegründet und handelt geheim. Gründungsmitglieder waren die Schweiz, die Bundesrepublik Deutschland, Frankreich, Italien, Grossbritannien, Belgien, die Niederlande, Luxemburg und Dänemark. Israel spielte eine entscheidende Rolle und der Austausch mit dem israelischen Inlandsgeheimdienst Schin Bet und dem Auslandspendant Mossad war intensiv.

## Geschichte
Initiator des „Berner Clubs“ war der italienische Geheimdienstchef Umberto Federico d‘Amato, der während des Zweiten Weltkrieges beim Office of Strategic Services (OSS) war und enger Mitarbeiter der US-Nachkriegsverbindung mit Italien und dem CIA-Abwehrchef James Jesus Angleton war. Noch im Gründungsjahr wurde auf Vorschlag von Israel, welches sich durch den aufkommenden palästinensischen Terrorismus bedrängt fühlte, ein chiffriertes Meldesystem zwischen den Mitgliedsstaaten und weiteren Ländern errichtet. Zuerst waren das neben Israel auch noch die USA, später kamen Kanada, Australien, Irland, Schweden, Norwegen und Spanien hinzu.
Im Jahre 1974 erhielt der Club eine neue Bedeutung im Zusammenhang mit dem Vorgehen gegen die linken Terrororganisationen wie die Rote Armee Fraktion (Bundesrepublik Deutschland) oder die Roten Brigaden (Italien) und es wurde ein weiteres, vom ersten getrenntes Meldesystem aufgebaut.
Ab 1979 gehörte auch der rumänische Geheimdienst zum „Berner Club“.
Seit den Terroranschlägen am 11. September 2001 hat der Club eine verstärkte Bedeutung als Gremium der politischen Konsultation zwischen Geheim- und Staatsschutzdiensten erhalten. Aus der Organisation des Alpenraums ist ein weiter abgestütztes internationales Gremium geworden.
2001 initiierte der Club die Counter Terrorism Group (CTG). Diese soll seit 2016 ein europäisches Geheimdienstzentrum in Den Haag leiten.
Ab dem Frühjahr 2016 liefen mit der Polizeibehörde Europol Sondierungen, da die CTG sich mit den polizeilichen Strukturen der EU oder einzelner Mitgliedstaaten vernetzen soll.
Der deutsche Bundestagsabgeordnete Andrej Hunko bezeichnete 2017 den Berner Club und dessen ebenfalls informellen Zusammenschluss CTG als „kaum kontrollierbar“. Er kritisierte auch die zunehmende Vergeheimdienstlichung der Polizeiarbeit.

## Struktur
Es gibt kein Sekretariat. Es werden keine Beschlüsse gefasst, der Club dient zum Meinungsaustausch über die Aufgaben und Erkenntnisse der jeweiligen Nachrichtendienste.
Die Treffen finden zweimal im Jahr statt und werden reihum vorbereitet.

## Öffentliche Wahrnehmung
In Österreich wurde der Berner Club im Rahmen der BVT-Affäre immer wieder in den Medien genannt, da die österreichische Mitgliedschaft seit Beginn der Affäre immer wieder nur reduziert teilnimmt oder teilnehmen darf, wie die Aussagen sowohl im betreffenden parlamentarischen Untersuchungsausschuss und auch anderen Gerichtsprozessen lauteten. Im abgestuften internen Nachrichtenfluss dürfte Österreich laut Adrian Hänni auch 2024 „nicht vollständig eingeschlossen“ sein. Eine abgestufte Informationsweitergabe finde auch mit Ungarn und der Slowakei statt.
In Deutschland wurde der Berner Club im Rahmen der Kontroverse um die Äußerungen von Verfassungsschutzpräsident Hans-Georg Maaßen zu den Ausschreitungen in Chemnitz 2018 bekannt. Seine Rede vor dem Berner Club am 18. Oktober 2018 hatte seine Versetzung in den einstweiligen Ruhestand zur Folge.